# SOKO
Soko (cyrilice: Соко) byl jugoslávský letecký výrobce se sídlem v Mostaru v SR Bosně a Hercegovině. Společnost byla zodpovědná za výrobu mnoha vojenských letadel pro jugoslávské letectvo.
Firma SOKO vznikla v roce 1950 přemístěním části letecké továrny společnosti Ikarus ze Zemunu v SR Srbsku. Oficiálně byla založena jako „Preduzeće Soko“ (společnost Soko, Soko v srbštině znamená sokol), brzy poté byla přejmenována na „Soko Vazduhoplovna Industrija, RO Vazduhoplovstvo“ (letecký průmysl Soko, RO aeronautics). Jeho prvním ředitelem byl plukovník Jugoslávské lidové armády Ivan Sert. Následujícími řediteli společnosti byli inženýři Miljenko Pješčić a Tomislav Mirić. Sériovou výrobu četných typů letadel projektoval Aeronautický technický Institut v Bělehradě. Kromě letadel vyráběla SOKO i vrtulníky na základě licence. Továrna se nacházela v blízkosti Mostaru a většinou využívala pro testovací lety letiště v Mostaru.
V 80. letech 20. století SOKO pracovala na projektu Novi avion, jehož cílem bylo vyvinout tuzemský nadzvukový víceúčelový stíhací letoun čtvrté generace, který by jugoslávskému letectvu poskytl domácí moderní bojový letoun. Produkce měla být zahájena kolem roku 1991, nicméně vypuknutí války v Jugoslávii a uvalení mezinárodního zbrojního embarga způsobily zrušení projektu. Na začátku devadesátých let továrna úplně zastavila výrobu letadel. Zařízení byla částečně demontována a přemístěna do Srbska, kde byla spojena s továrnou Utva v Pančevu, která již úzce spolupracovala se společností SOKO při výrobě letounů Orao a Super Galeb.